# Зиньковка
Зиньковка (она же — ручей Смольный) — река в России, в Ленинградской области.
Начинается у южной окраины Всеволожска. Протекает в западном направлении мимо бывшего аэропорта Ржевка и через посёлок Ковалёво. Впадает в реку Лубья на границе между посёлком Ковалёво и историческим районом Ржевка.
По руслу Зиньковки, на участке от железной дороги до устья, проходит граница Санкт-Петербурга с Всеволожском.
В 2017 году отмечено загрязнение вод реки стоками из канализационной сети.